# Wrzesień 2005

## 1 września2005
- Trwa ewakuacja Nowego Orleanu po przejściu huraganu Katrina. Odbudowa zalanego miasta ma potrwać wiele lat.
- Dotychczasowa Akademia Bydgoska im. Kazimierza Wielkiego w Bydgoszczy zostaje przekształcona w Uniwersytet Kazimierza Wielkiego w Bydgoszczy

## 2 września2005
- Zbigniew Religa zrezygnował z ubiegania się o fotel prezydencki, jednocześnie prosząc swych zwolenników o poparcie kandydata PO Donalda Tuska.
- Warszawska prokuratura umorzyła śledztwo w sprawie zatajenia przez Włodzimierza Cimoszewicza informacji w oświadczeniach majątkowych, a liczne błędy uznała za pomyłki „nieświadome”. Maciej Kujawski, rzecznik Prokuratury Okręgowej tłumaczył, że „nie ulega wątpliwości, iż Cimoszewicz podał w oświadczeniach majątkowych z 2002 r. dane niezgodne z prawdą co do posiadania akcji PKN Orlen i BMC. Lecz nie mogliśmy uznać, że zrobił to celowo. Gdyby chciał to ukryć, nie wpisałby ich w żadne oświadczenie, a zrobił to w październiku 2001 r.”. Decyzja prokuratury zbulwersowała posłów z komisji śledczej ds. PKN Orlen. Prokuratura m.in. nie zbadała, czy rzeczywiście Cimoszewicz sprzedał akcje Orlenu, a pieniądze za nie przekazał córce. Według „Rzeczpospolitej” śledczy uwierzyli politykowi na słowo[1].
- Nowym Orleanem wstrząsnęły nad ranem wybuchy składów chemicznych. Do miasta dotarła pomoc wojskowa, trwa ewakuacja i akcja ratunkowa. Oddziały wojskowe miały zapewnić ochronę ratownikom wobec panującego w mieście bezprawia – pojawiły się doniesienia o rabunkach, gwałtach i gangach atakujących nie tylko ludność miejscową, ale i ratowników. Zniszczone tereny odwiedził krytykowany prezydent George W. Bush.

Źródło: Rzeczpospolita

## 3 września2005
- Do dymisji podał się szef Sekretariatu Prezydenta Ukrainy Ołeksandr Zinczenko.
- Zmarł William Rehnquist, bliski Republikanom prezes Sądu Najwyższego Stanów Zjednoczonych. Z powodu zapowiedzianej wcześniej rezygnacji sędzi Sandry Day O’Connor oznaczało to konieczność wyboru dwóch nowych sędziów, co miało utrudnić zatwierdzenie dwóch konserwatywnych kandydatów i utrzymanie bliskiego administracji George’a W. Busha konserwatywnego kursu Sądu Najwyższego.

## 4 września2005
- Kamery japońskiej sondy Hayabusa wykonały zdjęcie asteroidy 25143 Itokawa, na którym widoczny jest wydłużony kształt tego ciała niebieskiego (JAXA)

## 5 września2005
- Minister finansów Mirosław Gronicki powiadomił o obniżce akcyzy na benzynę o 25 gr na litrze. Zdaniem ministra po uwzględnieniu m.in. podatku VAT powinno to wywołać spadek ceny benzyny o ok. 30 groszy na litrze. Decyzja ma wejść w życie 15 września. Zdaniem ministra „z powodu obniżki akcyzy, do końca roku ubytek w budżecie wyniesie 400 mln zł”.
- Co najmniej 143 osoby zginęły w katastrofie Boeinga 737-200 na Sumatrze. Lecący do Dżakarty samolot ze 117 osobami na pokładzie rozbił się tuż po starcie w Medan, trzecim co do wielkości mieście Indonezji. Spadając na zabudowania maszyna pociągnęła kolejne ofiary.
- W katastrofie kolejki górskiej w Tyrolu zginęło 9 osób.
- Ołeksandr Zinczenko oskarżył kilku skłóconych z premier Tymoszenko bliskich współpracowników prezydenta Ukrainy Wiktora Juszczenki o korupcję – m.in. sekretarza Rady Bezpieczeństwa Narodowego i Obrony Petra Poroszenkę, szefa gabinetu prezydenta Ołeksandra Tretiakowa oraz Mykołę Martynenkę, szefa prezydenckiej frakcji parlamentarnej Bloku Nasza Ukraina.

## 7 września2005
- Rada nadzorcza PLL LOT po wielokrotnych próbach rozstrzygnęła przetarg na zakup nowych samolotów. Przewoźnik weźmie w leasing nowe Boeingi 787 „Dreamliner”. W walce o wart ponad 3 mld złotych kontrakt Boeing zdystansował głównego konkurenta – Airbusa – oferującego model A350. Pierwsze siedem wartych 910 mln dolarów maszyn trafi do polskiej linii już w 2008 r., jako do jednego z pierwszych przewoźników na świecie[2].
- Pomimo wcześniejszych zapowiedzi wciąż trwała ewakuacja Nowego Orleanu, zalanego już tylko w 60% po przejściu Huraganu Katrina.

## 8 września2005
- Prokuratura wystąpiła o uchylenie immunitetu posłowi SLD i byłemu szefowi UOP, Zbigniewowi Siemiątkowskiemu. (Rzeczpospolita, Wikinews)
- Prezydent Ukrainy Wiktor Juszczenko poinformował, że podpisze dekret o dymisji rządu Julii Tymoszenko z powodu „braku ducha współpracy”, powierzając zadanie stworzenia nowego gabinetu Jurijowi Jechanurowowi. Prezydent przyjął również dymisję głównego przeciwnika premier w strukturach władzy – szefa Narodowej Rady Bezpieczeństwa i Obrony Ukrainy, multimilionera Petra Poroszenkę. (Wikinews)
- Rosja i Niemcy podpisały w Berlinie umowę o budowie gazociągu pod dnem Bałtyku omijającego Polskę i Ukrainę. (Gazeta.pl, Wikinews)
- Organizacja Reporterzy bez Granic oskarżyła Yahoo! o pomoc udzieloną rządowi Chińskiej Republiki Ludowej w zidentyfikowaniu Shi Tao, dziennikarza skazanego na 10 lat więzienia w kwietniu 2004 r. Shi opublikował w internecie rządowy list, który odradzał chińskim mediom poruszanie tematu 15. rocznicy protestów na Placu Niebiańskiego Spokoju.

## 11 września2005
- Oficjalny koniec 38-letniej okupacji Strefy Gazy. Izraelski rząd zatwierdził ostateczne wycofanie oddziałów izraelskich. Wycofywanie oddziałów rozpoczęło się tego samego dnia, a koniec operacji przewidziano na dzień następny, na 3 dni przed zapowiadanym wcześniej terminem.
- Przyspieszone wybory parlamentarne w Japonii wygrała rządząca Partia Liberalno-Demokratyczna Jun’ichirō Koizumiego, odnosząc zaskakująco wysoką przewagę nad konkurencyjną Partią Demokratyczną, której przewodniczący Katsuya Okada ogłosił rezygnację. Wynik wyborów był wyraźnym wotum zaufania dla polityki jednocześnie przewodniczącego partii i premiera Koizumiego.

## 12 września2005
- Wybory parlamentarne w Norwegii wygrała opozycyjna lewica. Na stanowisku premiera ustępującego Kjella Magne Bondevika zastąpił były szef rządu Jens Stoltenberg.
- Komisja Sprawiedliwości Senatu Stanów Zjednoczonych rozpoczęła przesłuchanie sędziego Johna Robertsa, nominowanego przez Prezydenta George’a Busha na prezesa Sądu Najwyższego Stanów Zjednoczonych.
- Japońska sonda Hayabusa zbliżyła się na 20 km do asteroidy 25143 Itokawa (JAXA)

## 14 września2005
- Włodzimierz Cimoszewicz ogłosił na konferencji prasowej w budynku Sejmu swoją rezygnację ze startu w wyborach prezydenckich. Oświadczył, że „musi pomóc atakowanej w brutalny sposób rodzinie”. Dodał ponadto, że nie udzieli poparcia żadnemu z pozostałych kandydatów ponieważ, jak powiedział, nie widzi osoby godnej tego urzędu.(Wikinews)
- Obradująca w Gdańsku Komisja Krajowa „Solidarność” zdecydowała się poprzeć kandydaturę Lecha Kaczyńskiego na urząd Prezydenta RP. (Wikinews)

## 15 września2005
- Prezydent Iranu przeprowadził rozmowę z premierem Turcji Recepem Tayyipem Erdoganem, z której wynika, że jego kraj może przekazać pokojową technologię atomową innym krajom islamskim. (Wikinews)
- Papież Benedykt XVI otrzymał zaproszenie do odbycia przyszłorocznej podróży apostolskiej do Turcji.(Wikinews)
- ONZ sporządziło raport na 60-lecie organizacji, w którym jest mowa m.in. o wsparciu jak najszybszej reformy Rady Bezpieczeństwa i propozycji pomocy dla państw uwikłanych w konflikty zbrojne.(Wikinews)

## 16 września2005
- W Nowym Jorku zakończył się Światowy Szczyt Organizacji Narodów Zjednoczonych. Pomimo wcześniejszych zapewnień polityków, nie doszło do żadnych reform tej organizacji.
- W wypadku samochodowym w Austrii zginął Arkadiusz Gołaś, znany polski siatkarz. Miał 24 lata. (Wikinews)
- Polska edycja Wikipedii przekroczyła próg 100 000 utworzonych haseł.

## 17 września2005
- Wybory parlamentarne w Nowej Zelandii wygrała Partia Pracy premier Helen Clark przed Partią Narodową Dona Brasha.

## 18 września2005
- W Niemczech odbyły się wybory do Bundestagu. Zwyciężyła opozycyjna koalicja CDU/CSU zbierając łącznie 35,2% głosów i 226 mandatów, przed rządzącymi lewicowymi SPD (odpowiednio 34,3% i 222 miejsc w Bundestagu) i Zielonymi (8,1% i 51 miejsc). W Bundestagu zadebiutuje Die Linkspartei z 8,7% poparciem i 54 miejscami. Mimo poprawy wyniku liberalnej FDP (9,8% głosów i 61 miejsc) opozycyjna koalicja CDU/CSU z FDP nie będzie w stanie stworzyć większościowego rządu.

## 20 września2005
- Jurij Jechanurow, kandydat na stanowisko premiera Ukrainy prezydenta Wiktora Juszczenki, nie uzyskał poparcia parlamentu. Kandydatura została odrzucona w Radzie Najwyższej trzema głosami, przez większość sformowaną przez zwolenników zdymisjonowanej premier Julii Tymoszenko, wcześniejszego premiera Wiktora Janukowycza i komunistów.
- W Wiedniu zmarł Szymon Wiesenthal, żydowski działacz i pisarz, tropiciel hitlerowskich zbrodniarzy wojennych.

## 21 września2005
- Huragan Rita przesuwa się w stronę wybrzeża Teksasu.
- Kolegium Instytutu Pamięci Narodowej podjęło decyzję o zarekomendowaniu kandydatury Janusza Kurtyki na stanowisko prezesa IPN.

## 22 września2005
- Państwowa Komisja Wyborcza udostępniła oficjalny serwis wybory 2005 poświęcony wyborom parlamentarnym zarządzonym na dzień 25 września 2005 oraz wyborom Prezydenta RP zarządzonym na dzień 9 października 2005.

- Jurij Jechanurow, w ponownym głosowaniu został wybrany na stanowisko premiera Ukrainy, uzyskał 289 głosów deputowanych w 450-osobowym parlamencie.

## 23 września2005
- Na warszawskiej giełdzie nadspodziewanym wzrostem zadebiutowały akcje Polskiego Górnictwa Naftowego i Gazownictwa ceną 4 zł za akcję, odnotowując skok wartości o 34%. Była to jedna z najbardziej udanych dla drobnych graczy inwestycji ostatnich lat. Pierwszego dnia sesji sprzedano ogółem 214 mln akcji PGNiG z 900 mln wprowadzonych na giełdę[3].

## 24 września2005
- W wypadku samochodowym zginął kandydat Polskiej Partii Pracy na urząd Prezydenta RP Daniel Podrzycki.
- W Polsce rozpoczęła się cisza wyborcza przed wyborami parlamentarnymi. Trwała ona do niedzieli, do godziny 20.00.
- Huragan Rita uderzył w amerykańskie wybrzeże na granicy Teksasu z Luizjaną o 2.38 czasu lokalnego (9.38 czasu polskiego) jako huragan kategorii 3. O 22.00 czasu lokalnego był już zaledwie tropikalną depresją 65 km (40 mil) na północ od Shreveport, Luizjana. (Gazeta.pl)

## 27 września2005
- PKW podała nazwiska nowych parlamentarzystów (Posłowie na Sejm RP V kadencji, Senatorowie VI kadencji Senatu Rzeczypospolitej Polskiej).
- Przewodniczący PiS-u Jarosław Kaczyński podał nazwisko kandydata jego partii na stanowisko premiera, będzie nim Kazimierz Marcinkiewicz.

## 29 września2005
- Senat Stanów Zjednoczonych zatwierdził nominację Johna Robertsa na prezesa Sądu Najwyższego Stanów Zjednoczonych.

## 30 września2005
- W wypadku autokaru w miejscowości Sikory-Wojciechowięta koło miejscowości Jeżewo, na drodze z Warszawy do Białegostoku, około godziny 6.40, zginęło 12 osób, w tym 8 licealistów z białostockiego I Liceum Ogólnokształcącego im. Adama Mickiewicza oraz 1 uczeń Zespołu Szkół Elektrycznych, którzy jechali na pielgrzymkę maturzystów do Częstochowy. Pozostałymi ofiarami byli dwaj kierowcy autokaru oraz kierowca TIRa. Autokar, którym jechali zderzył się podczas wyprzedzania ‘na trzeciego’ z innym pojazdem (do dziś nieznanym) i stanął w płomieniach. Pojazd spłonął doszczętnie przed przybyciem straży pożarnej. Jednostki PSP miały do pokonania ok. 30 km z Białegostoku, Ochotnicza straż pożarna przybyła na miejsce wypadku po 25 minutach od zdarzenia. W Białymstoku ogłoszona została 3 dniowa żałoba. 9 października zmarła, przebywająca do tej pory w szpitalu w Siemianowicach Śląskich w stanie bardzo ciężkim, 10 maturzystka, która wzięła udział w wypadku. Liczba ofiar wzrosła do 13. Śledztwo w sprawie przyczyn tego wypadku i ustalenia ew. winnych toczy się do dnia dzisiejszego (tj. 30 IX 2007)